# Bakkie (Suriname)
Bakkie is een dorp en ressort gelegen in Suriname aan de rivier Commewijne in het district Commewijne. Het bevolkingsaantal bedroeg 447 in 2012 (541 in 2004).

## Geschiedenis
De geschiedenis van Bakkie begon bij de uitgifte van de grond in 1744 aan Nicolaas Rejnsdorp, de eigenaar van plantage Fortuin. Dit gebeurde nadat het fort Nieuw-Amsterdam klaar was en de gronden tussen dat fort en het fort Sommelsdijk beschermd werden. De plantage kreeg de naam Reijnsdorp of Reynsdorp en was 1000 akkers groot.
Omstreeks 1902 werd de plantage Reijnsdorp aangekocht door het gouvernement en verkaveld in kleinlandbouwpercelen voor immigranten die hun contract hadden uitgediend. Zo is het dorpje "Bakkie" of "Baki" ontstaan. In het jaar 2000 was het een van de weinige nog bewoonde plaatsen langs de rivier. Sinds 2007 is Bakkie in ontwikkeling, het dorp wordt opgeknapt en er werd een grote betonnen aanmeersteiger in gebruik genomen. Hierdoor kan de grote postboot weer aanmeren, deze vertrekt elke vrijdag en zondag vanuit Waterkant in Paramaribo. 

## Museum
In november 2024 werd een nieuw museum in Bakkie geopend. In de jaren ervoor bevond zich ook al een museum op de plantage.

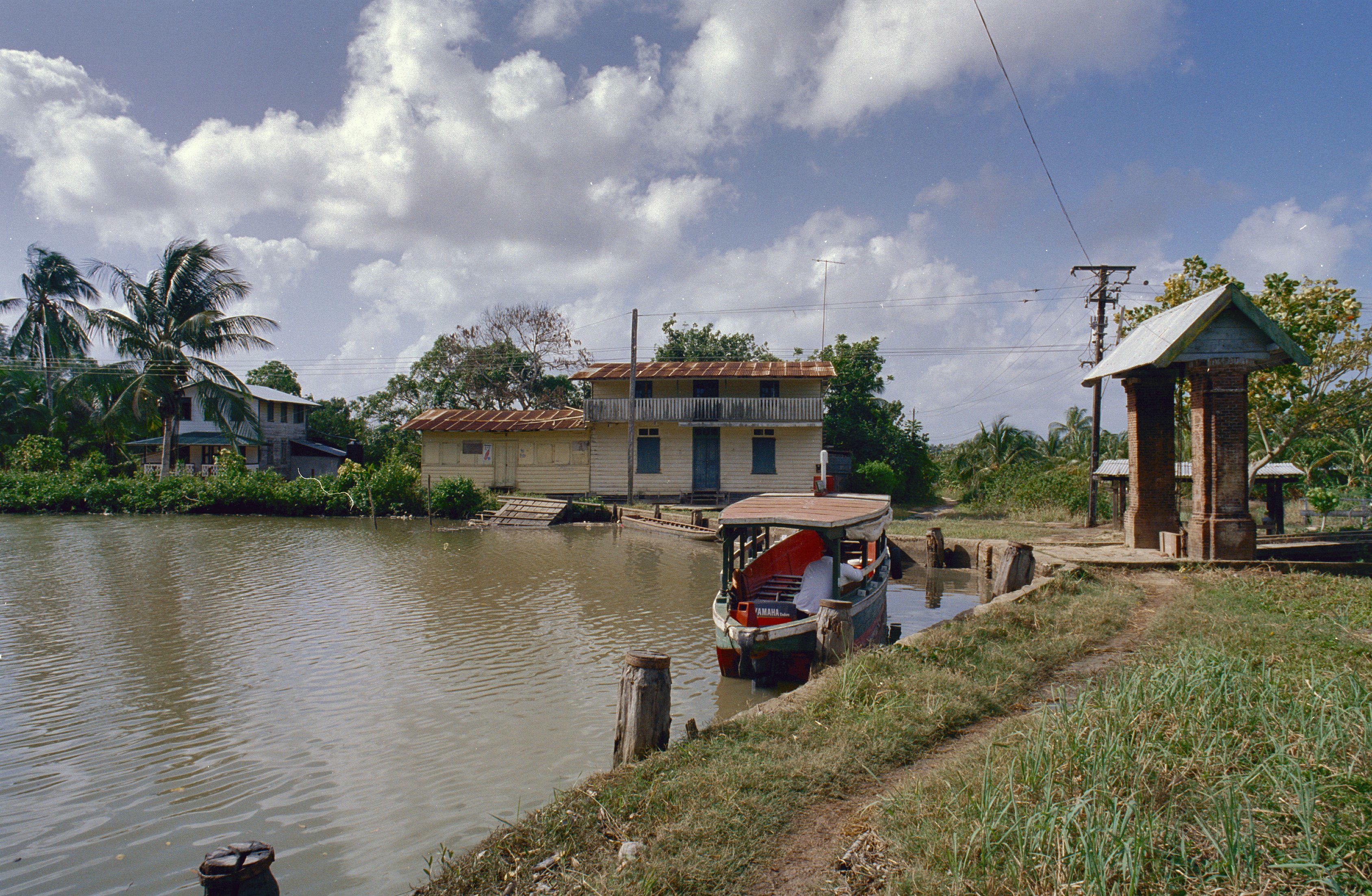
De sluis van Bakkie en omgeving in 1998

## Bevolking
Volgens de volkstelling van 2012 telt het ressort Bakkie 447 inwoners, waarvan 216 Hindoestanen (48%) en 200 Javanen (45%).